# محطة قطار الونزة
محطة الونزة هي محطة شحن بالسكك الحديدية تقع في موقع منجم الحديد الونزة، في ولاية تبسة.

## الموقع في السكك الحديدية
تقع المحطة شمال مدينة الونزة، بالقرب من منجم خام الحديد في الونزة. وهي المحطة الأخيرة من الخط من وادي الكبيريت إلى الونزة [الفرنسية]
. وتسبقها محطة عين الشانية.

## التاريخ
افتتحت المحطة في عام 1921، عندما شُغّل خط وادي الكبريت – الونزة.
في 2025، أطلقت الوكالة الوطنية للدراسات ومتابعة إنجاز الاستثمارات في السكك الحديدية برنامجا لإعادة تأهيل وعصرنة المحطة.

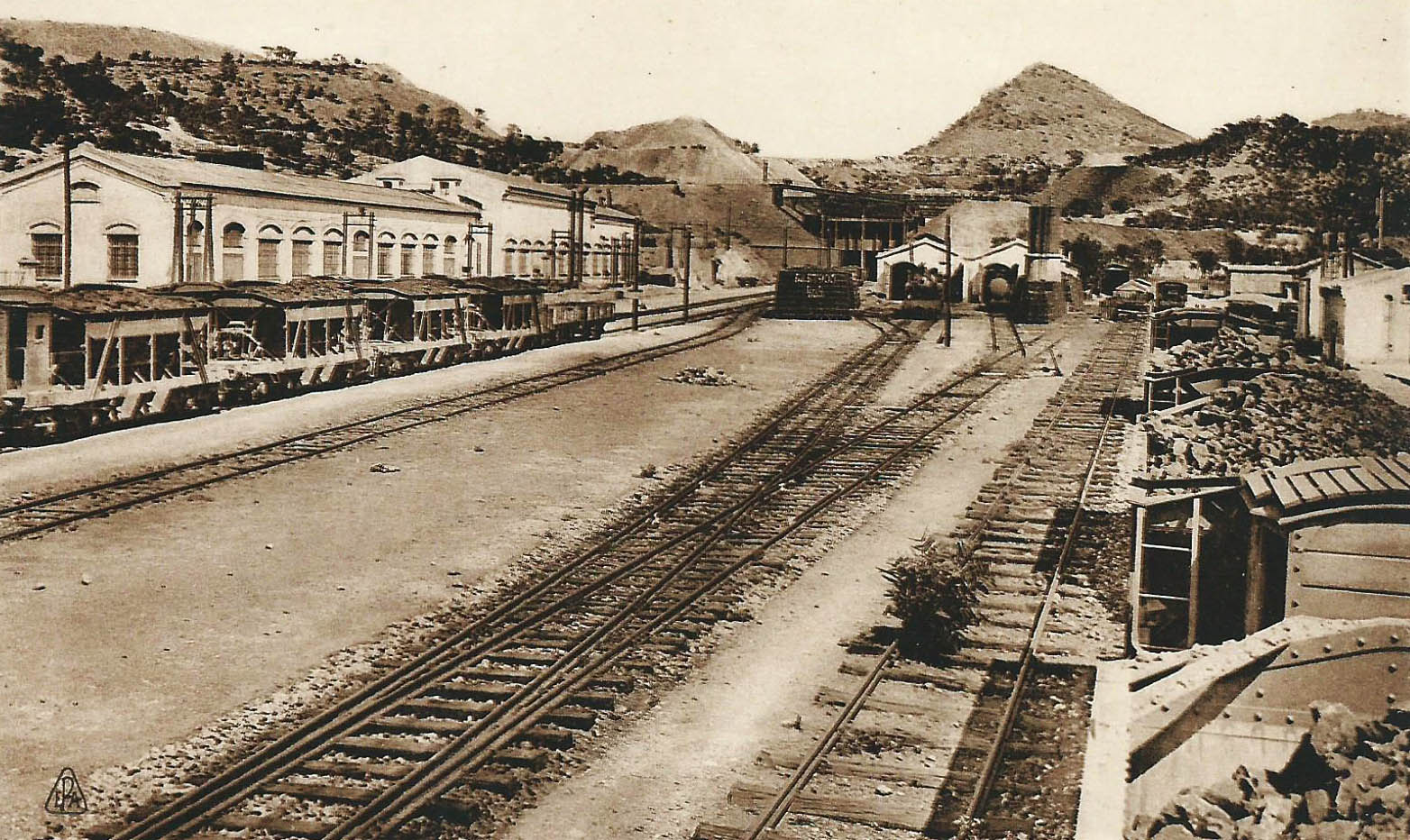
محطة الونزة في بداية القرن العشرين.

## الخدمات
المحطة مخصصة لتحميل الحديد المستخرج من مناجم الونزة. وتوجه قطارات الخام إلى مركب الحجار للحديد والصلب الواقع في الضاحية الجنوبية لعنابة.